# クーパー・ブーナ
クーパー・ブーナ（Cooper Vuna、1987年7月5日 - ）は、プレミアシップニューカッスル・ファルコンズに所属するラグビーユニオン選手。

## プロフィール
- ニュージーランド・オークランド出身。
- ポジションはウィング(WTB)。
- 身長 186cm、体重 108kg
- 元ラグビーリーグの選手だった[1]。
- オーストラリア代表・トンガ代表共に選ばれたことがある[2]。
- オーストラリア代表キャップは2、トンガ代表キャップは16(2020年5月現在）。

## 略歴
レベルズを経て、2013年、東芝ブレイブルーパスに加入。同年8月31日に行われたジャパンラグビートップリーグ1stステージ第1節のキヤノンイーグルス戦にて途中出場で日本での公式戦初出場を果たす。
2015年、東芝ブレイブルーパスを退団後、ウスター・ウォリアーズ、バースを経て、2019年、ニューカッスル・ファルコンズに加入。
同年、ラグビーワールドカップ2019のトンガ代表に選ばれた。